# (6178) 1986 DA
(6178) 1986 DA – planetoida z grupy Amora należąca do obiektów NEO. Okrąża Słońce w ciągu 4 lat i 259 dni w średniej odległości 2,80 au. Została odkryta 16 lutego 1986 roku w Shizuoka przez Minoru Kizawę. Nazwa planetoidy jest oznaczeniem tymczasowym.